# Зарицька Софія
Софі́я Зари́цька (21 серпня 1897, м. Перемишль, Польща — 17 квітня 1972, м. Шеннв'єр-сюр-Марн, Франція) — українська художниця.

## Життєпис
Народилася 1897 р. в родині вчителя гімназії в Перемишлі. Мати померла, коли Софії не було й двох років. Вчилася в дівочому ліцеї. Там зацікавилася мистецтвом, почала опановувати рисунок. У 1920 р, після смерті батька, Софія їде до старшої сестри у Львів. Три роки навчається приватно в Олекси Новаківського, а в 1923 році стала ученицею його Мистецької школи. Згодом продовжує навчання у Празі, в чеській академії мистецтв. 1926 р. одружується зі студентом тієї ж академії, художником Петром Омельченком. Через два роки Софія закінчує академію, і подружжя переїжджає у Париж. 1928 р. Софія почала виставляти свої твори у престижному Салоні Незалежних. Згодом подружжя оселяється в містечку Шеннв'єр-сюр-Марн, що під Парижем. Там Софія багато працює, експонує свої роботи у Львові, Празі, Берліні. Про неї пише українська і французька преса. У 1953 р. помирає чоловік. Вона живе в злиднях, однак далі працює. 1957 р. бере участь у виставці паризьких акварелістів. Найчастіше роботи останнього періоду життя Зарицької купує лікар Володимир Попович — теж виходець з Перемишля, який мешкав тоді в Бельгії. Поступово у нього склалась чи не найбільша збірка творчої спадщини Зарицької. Ще дві її роботи потрапили до українського музею в Римі, деякі зберігаються у жителів Шенев'єра. 1964 р. Українська вільна академія наук у США влаштувала виставку двох художниць-галичанок — Олени Кульчицької та Софії Зарицької. 1972 р. Софія трагічно загинула у своєму домі в Шенев'єрі.

## Про творчість
За свідченнями Іванни Винників, молодшої учениці Новаківського, Софія Зарицька вже у Львові виявила неабиякі здібності і привернула увагу митрополита Андрея Шептицького, відомого покровителя мистецтв у Західній Україні. З нарисів Володимира Поповича відомо, що Софію приваблювали великі композиції та фрески, які вона вивчала у професора Краттнера. Критики відзначали «чудові композиції», «гарну технічну підготовку і свободу індивідуальності», підсумовуючи, що в класі професора Краттнера зростає «сильний талант — Зарицька». 
Найпомітніші роботи в колекції, яку зібрав Попович: темпера «під фреску» «Дівчата», монотипії «Замислена», «Покоївка», «Дівчата з птахом», «Розбіжність думок». Її твори зачаровують своєрідністю композиції, колоритом, динамічним, часом нервовим рисунком, а насамперед — настроєм, живим порухом душі. Улюблені персонажі — дівчата, жінки, діти. Їхні обличчі не вельми виписані, дещо узагальнені, дивовижно передають почуття — смуток, мрійливу задуму, тривогу, відчай. Часто це одне й те ж обличчя — можливо, художниця навмисно вдавалась до умовності, узагальнення, аби виявити внутрішню динаміку образу, душевний стан, емоційне багатство. «Так я собі уявляю мою маму»,— сказала якось художниця.

## Галерея творів

«Розбіжності думок», монотипія
«Відчай», малюнок вугіллям
«Дівчата», монотипія